# کنیالتی
کنیالتی (به ترکی استانبولی: Konyaaltı) یک منطقهٔ مسکونی در ترکیه است که در استان آنتالیا واقع شده‌است.